# Las Hermanas (Albacete)
Las Hermanas es una localidad española, hoy día deshabitada, perteneciente a la provincia de Albacete, en la comunidad autónoma de Castilla-La Mancha.

## Historia
Hacia mediados del siglo XIX, el lugar, por entonces perteneciente a Elche de la Sierra, tenía contabilizadas 7 casas. Aparece descrito en el noveno volumen del Diccionario geográfico-estadístico-histórico de España y sus posesiones de Ultramar de Pascual Madoz de la siguiente manera:

HERMANAS (las): cortijada de 7 casas, en la prov. de Albacete, part. jud. de Yeste, térm. jurisd. de Elche de la Sierra.
(Madoz, 1847, p. 173)

Hoy día es un despoblado.